# Élections législatives de 1986 dans la Marne
Les élections législatives françaises de 1986 ont lieu le 16 mars 1986. Dans le département de la Marne, six députés sont à élire dans le cadre d'un scrutin proportionnel par liste départementale à un seul tour.

## Élus
| Député élu        |  | Parti     |
| ----------------- |  | --------- |
| Georges Colin     |  | PS        |
| Ghislaine Toutain |  | PS        |
| Jean Falala       |  | RPR       |
| Bruno Bourg-Broc  |  | RPR       |
| Bernard Stasi     |  | UDF (CDS) |
| Jean Reyssier     |  | PCF       |

## Listes en présence

### Mouvement pour un parti des travailleurs
| N° | Candidats           | Parti | Parti | Principales fonctions                |
| -- | ------------------- | ----- | ----- | ------------------------------------ |
| 01 | Alain Tual          |       | MPPT  | Employé à la Sécurité sociale, Reims |
| 02 | Patrick Barthe      |       | MPPT  | Chargé d'étude, Épernay              |
| 03 | Florence Neuhauser  |       | MPPT  | Institutrice, Châlons-sur-Marne      |
| 04 | Daniel Pateau       |       | MPPT  | Chauffeur-monteur, Châlons-sur-Marne |
| 05 | Denis Geoffroy      |       | MPPT  | Agent de service hospitalier, Reims  |
| 06 | Jean-Pierre Rifflet |       | MPPT  | Contrôleur aux PTT, Avenay-Val-d'Or  |
|    |                     |       |       |                                      |
| 07 | Claude Didierjean   |       | MPPT  | Technicien aux PTT                   |
| 08 | Odile Danger        |       | MPPT  | Technicienne                         |

### Parti communiste français
| N° | Candidats        | Parti | Parti | Principales fonctions                                                                                       |
| -- | ---------------- | ----- | ----- | --- |
| 01 | Jean Reyssier    |       | PCF   | Conseiller général du Canton de Châlons-en-Champagne-3 et maire de Châlons-sur-Marne, retraité SNCF         |
| 02 | Jacques Perrein  |       | PCF   | Conseiller municipal d'Épernay, ancien conseiller général du Canton d'Épernay-2 et maire, directeur d'école |
| 03 | Michel Delaître  |       | PCF   | Conseiller municipal de Reims, retraité de l'enseignement                                                   |
| 04 | Jean Poczobut    |       | PCF   | Conseiller municipal de Reims, chargé de mission                                                            |
| 05 | Colette Wampack  |       | PCF   | Ouvrière |
| 06 | Gérard Machet    |       | PCF   | Maire d'Äy, cheminot                                                                                        |
|    |                  |       |       | |
| 07 | Élisabeth Pierot |       | PCF   | Conseillère municipale de Reims, enseignante                                                                |
| 08 | Jacques Homon    |       | PCF   | Adjoint au maire de Saint-Just-Sauvage, retraité                                                            |

### Parti socialiste
| 01                                                       | Georges Colin       |  | PS | Député sortant et conseiller municipal de Reims, ancien conseiller général du Canton de Reims-4                                           |
| 02                                                       | Ghislaine Toutain   |  | PS | Députée sortante (1) |
| 03                                                       | Jean-Pierre Bouquet |  | PS | Conseiller général du Canton de Saint-Remy-en-Bouzemont-Saint-Genest-et-Isson et adjoint au maire d'Arrigny, secrétaire général de mairie |
| 04                                                       | Patrick Denis       |  | PS | Adjoint au maire de Châlons-sur-Marne, secrétaire général de mairie                                                                       |
| 05                                                       | Suzanne Daugan      |  | PS | Surveillante au Centre hospitalier régional                                                                                               |
| 06                                                       | Jean-Claude Laval   |  | PS | Conseiller général du Canton de Reims-9 et conseiller municipal de Reims, agent SNCF                                                      |
|                                                          |                     |  |    | |
| 07                                                       | Daniel Guerlet      |  | PS | Ajusteur SNCF |
| 08                                                       | Bernard Charpentier |  | PS | Assistant docteur université |
| (1) Députée sortante de la 10e circonscription de Paris. |                     |  |    | |

### Union pour la démocratie française
| N° | Candidats            | Parti | Parti    | Principales fonctions                                                                                             |
| -- | -------------------- | ----- | -------- | --- |
| 01 | Bernard Stasi        |       | UDF-CDS  | Député sortant, président de la région Champagne-Ardenne et maire d'Épernay                                       |
| 02 | Jean-Louis Schneiter |       | UDF-CDS  | Premier adjoint au maire de Reims et président du District de Reims, ancien député, courtier en vins de Champagne |
| 03 | Jean-Marie Camus     |       | UDF-Rad. | Conseiller général du Canton de Châlons-en-Champagne-1, ingénieur conseil                                         |
| 04 | Catherine Bandry     |       | UDF      | Conseillère municipale de Villevenard, secrétaire                                                                 |
| 05 | André Rat            |       | UDF      | Maire de Sermiers et président du District de Gueux, exploitant agricole et viticole                              |
| 06 | Robert Gardan        |       | UDF      | Adjoint au maire de Vitry-le-François, retraité de la Mutualité agricole                                          |
|    |                      |       |          | |
| 07 | Yves Delmas          |       | UDF      | Professeur à l'IUT de Reims                                                                                       |
| 08 | Pierre-Yves Jardel   |       | UDF-CDS  | Conseiller général du Canton de Montmort-Lucy et maire d'Orbais-l'Abbaye, chef d'entreprise                       |

### Rassemblement pour la République
| 01                                                       | Jean Falala        |  | RPR | Député sortant, conseiller général du Canton de Reims-2 et maire de Reims                                                                     |
| 02                                                       | Bruno Bourg-Broc   |  | RPR | Député sortant (1), conseiller régional, conseiller général du Canton de Châlons-en-Champagne-2 et conseiller municipal de Châlons-sur-Marne  |
| 03                                                       | Jean Bernard       |  | RPR | Conseiller général du Canton de Vitry-le-François-Ouest, vice-président du conseil général et maire de Vitry-le-François, docteur vétérinaire |
| 04                                                       | Philippe Amelin    |  | RPR | Conseiller général du Canton de Montmirail (Marne), premier vice-président du conseil général et maire de Montmirail, médecin                 |
| 05                                                       | Robert Ravillon    |  | RPR | Conseiller général du Canton de Vertus et maire de Vert-Toulon, chef d'entreprise                                                             |
| 06                                                       | Jean-Claude Thomas |  | RPR | Conseiller général du Canton de Reims-10 et adjoint au maire de Reims, docteur en chirurgie dentaire                                          |
|                                                          |                    |  |     | |
| 07                                                       | Pierre Callot      |  | RPR | Conseiller régional, conseiller général du Canton d'Avize et maire d'Avize, viticulteur                                                       |
| 08                                                       | René-Paul Savary   |  | RPR | Conseiller général du Canton de Sézanne et conseiller municipal de Sézanne, médecin                                                           |
| (1) Élu à la suite d'une élection législative partielle. |                    |  |     | |

### Divers droite
| N° | Candidats                  | Parti | Parti           | Principales fonctions                                                     |
| -- | -------------------------- | ----- | --------------- | ------------------------------------------------------------------------- |
| 01 | Pierre-Emmanuel Taittinger |       | DVD (RPR diss.) | Conseiller général du Canton de Reims-1, cadre                            |
| 02 | Bernard Camès              |       | DVD (UDF diss.) | Conseiller général du Canton de Châlons-en-Champagne-4, chef d'entreprise |
| 03 | Andrée Lemonnier           |       | DVD             | Maire d'Haussignemont, secrétaire comptable                               |
| 04 | Roland Champion            |       | DVD             | Maire de Chouilly et vice-président du District d'Épernay, viticulteur    |
| 05 | Christian Chardain         |       | DVD             | Maire de Broussy-le-Grand, agriculteur                                    |
| 06 | Jacques Douadi             |       | DVD (UDF diss.) | Maire de Sillery, pharmacien                                              |
|    |                            |       |                 |                                                                           |
| 07 | Aimé Fétrot                |       | DVD             | Cadre d'industrie retraité, Épernay                                       |
| 08 | Pierre Sonzoni             |       | DVD             | Viticulteur, Sézanne                                                      |

### Extrême droite (FN)
| N° | Candidats          | Parti | Parti | Principales fonctions |
| -- | ------------------ | ----- | ----- | --------------------- |
| 01 | Gilles Néret-Minet |       | FN    | Commissaire-priseur   |
| 02 |                    |       | FN    |                       |
| 03 |                    |       | FN    |                       |
| 04 |                    |       | FN    |                       |
| 05 |                    |       | FN    |                       |
| 06 |                    |       | FN    |                       |
|    |                    |       |       |                       |
| 07 |                    |       | FN    |                       |
| 08 |                    |       | FN    |                       |

### Extrême droite (POE)
| N° | Candidats          | Parti | Parti | Principales fonctions |
| -- | ------------------ | ----- | ----- | --------------------- |
| 01 | Christian Procquez |       | POE   |                       |
| 02 |                    |       | POE   |                       |
| 03 |                    |       | POE   |                       |
| 04 |                    |       | POE   |                       |
| 05 |                    |       | POE   |                       |
| 06 |                    |       | POE   |                       |
|    |                    |       |       |                       |
| 07 |                    |       | POE   |                       |
| 08 |                    |       | POE   |                       |

## Résultats

### Résultats à l'échelle du département
| Liste Parti politique | Liste Parti politique                                                                                             | Tête de liste              | Tour unique | Tour unique | Sièges |
| Liste Parti politique | Liste Parti politique                                                                                             | Tête de liste              | Voix        | %           | Sièges |
| --------------------- | --- | -------------------------- | ----------- | ----------- | ------ |
|                       | Pour une majorité de progrès avec le président de la République Parti socialiste                                  | Georges Colin              | 72 370      | 28,59       | 2      |
|                       | Liste RPR Rassemblement pour la République                                                                        | Jean Falala                | 70 931      | 28,02       | 2      |
|                       | Faire gagner la Marne Union pour la démocratie française                                                          | Bernard Stasi              | 39 410      | 15,57       | 1      |
|                       | Liste présentée par le Parti communiste français Parti communiste français                                        | Jean Reyssier              | 26 982      | 10,66       | 1      |
|                       | Liste de Rassemblement national présentée par le Front national Front national                                    | Gilles Néret-Minet         | 22 639      | 8,94        | 0      |
|                       | Pour l'avenir de la Marne Divers droite                                                                           | Pierre-Emmanuel Taittinger | 16 802      | 6,64        | 0      |
|                       | Liste du Parti ouvrier européen Extrême droite (Parti ouvrier européen)                                           | Christian Procquez         | 2 139       | 0,85        | 0      |
|                       | Liste du Mouvement pour un parti des travailleurs Marne Extrême gauche (Mouvement pour un parti des travailleurs) | Alain Tual                 | 1 833       | 0,72        | 0      |
|                       | |                            |             |             |        |
| Inscrits              | Inscrits | Inscrits                   | 349 094     | 100,00      | 6      |
| Abstentions           | Abstentions | Abstentions                | 84 478      | 24,20       |        |
| Votants               | Votants | Votants                    | 264 616     | 75,80       |        |
| Blancs et nuls        | Blancs et nuls | Blancs et nuls             | 11 510      | 4,35        |        |
| Exprimés              | Exprimés | Exprimés                   | 253 106     | 95,65       |        |